# 아르메니아-아제르바이잔 평화 협정
아르메니아-아제르바이잔 평화 협정은 아르메니아와 아제르바이잔 간의 37년간 이어진 나고르노카라바흐 분쟁을 종식시키기 위한 협정이다. 이 협정은 양측이 모든 조건에 합의한 후 2025년 8월에 체결되었으며, 지역에 지속적인 평화와 안정 가져오는 것을 목표로 한다. 이 협정에는 국경 획정, 안보 협력, 그리고 두 나라 간의 관계 정상화를 위한 조치들이 포함되었다.
협정의 일부에는 미국에게 향후 99년간 잔게주르 회랑을 개발할 독점권을 부여하는 내용이 포함되었으며, 미국 정부는 이를 국제 평화와 번영을 위한 트럼프 루트(TRIPP)라고 명명했다. 이는 나흐츠반 자치공화국을 아르메니아를 통과하여 검문소 없이 아제르바이잔의 나머지 지역과 연결하는 것을 목표로 한다. 현재 진행 중인 튀르키예-아제르바이잔의 아르메니아 봉쇄로 인해 이 지역을 통한 직접적인 운송은 방해받고 있다.
즉각적인 목표 외에도, 회랑이 완성되면 러시아나 이란을 거치지 않고 유럽에서 아제르바이잔 및 광범위한 중앙아시아로 사람과 물품의 통행이 가능해질 것이다. 따라서 처음에는 이 협정을 지지했음에도 불구하고, 이란은 회랑 건설을 막겠다는 계획을 위협하고 있다.

## 배경
아제르바이잔과 아르메니아 간의 카라바흐 분쟁은 1988년에 시작되었다. 아제르바이잔은 2020년과 2023년에 분쟁 지역과 주변 지역에 대한 통제권을 되찾았다.
2022년 10월, 유럽 연합은 아르메니아와 아제르바이잔 간의 국경 획정을 지원하기 위해 아르메니아에 민간 사절단을 파견한다고 발표했다. 이 사절단은 평화 협상을 지원하고, 국경 표시에 기술적 도움을 제공하며, 고조되는 긴장 속에서 지역 안정화를 촉진하는 것을 목표로 한다.
2025년 3월 13일, 양측이 평화 협정의 모든 조건에 합의했다고 발표되었다. 이 발표는 마코 루비오 미국 국무장관에 의해 "역사적"이라고 묘사되었으며, 카야 칼라스 유럽 연합 고위 대표는 이를 "결정적인 조치"라고 언급했다.
정치 분석가 토머스 드 발에 따르면, 협정으로의 진전은 아르메니아 총리 니콜 파시냔의 일련의 양보 덕분이라고 한다. 드 발은 또한 일함 알리예프 아제르바이잔 대통령이 평화의 이점을 거의 강조하지 않으며, 아르메니아와의 분쟁을 국내 리더십을 공고히 하는 수단으로 계속 사용하고 있다고 지적했다.

## 미국 중재 평화 협정
2025년 8월, 미국은 백악관에서 아르메니아와 아제르바이잔 간의 전략적 운송 회랑 협정 서명식을 주최했다. 이 행사에는 도널드 트럼프 미국 대통령, 니콜 파시냔 아르메니아 총리, 일함 알리예프 아제르바이잔 대통령이 참석했다. 이 협정은 평화 과정에서 중요한 돌파구를 마련했다.
아르메니아는 미국에 잔게주르 회랑 부지에 대한 99년간의 독점적인 특별 개발권을 부여하는 데 동의했다. 미국은 이 부지를 컨소시엄에 재임대하여 27 마일 (43 km)의 회랑을 따라 철도, 석유, 가스, 광섬유 통신선뿐만 아니라 전력 송전선도 개발할 예정이다. 미국 정부는 이 회랑을 국제 평화와 번영을 위한 트럼프 루트(TRIPP)라고 부르고 있다.

## 지정학적 중요성
미국 관리는 악시오스에 이번 개발 프로젝트에서 미국의 주요 목표는 남캅카스 지역에서 이란, 러시아, 중국의 영향력을 줄이는 것이라고 밝혔다. 이 회랑은 사람과 물품이 이란이나 러시아를 거치지 않고 튀르키예와 아제르바이잔 사이를 오가며 중앙아시아까지 이동할 수 있도록 할 것이다.
이 회랑은 아제르바이잔과 32km 떨어져 있는 월경지인 나흐츠반을 연결할 것이다. 이 연결은 직접적인 경로를 제공함으로써 아제르바이잔과 튀르키예의 관계를 강화할 것이다. 아르메니아의 주권을 존중하기 위해 회랑은 아르메니아 법률에 따라 통치될 것이다.
한편, 이란은 이전에 아르메니아와 아제르바이잔 간의 광범위한 평화 협정을 환영했음에도 불구하고, 안보상의 이유로 계획된 국제 평화와 번영을 위한 트럼프 루트(TRIPP)를 막겠다고 위협했다.